# Opeatocerus purpurata
Opeatocerus purpurata là một loài ruồi trong họ Asilidae. Opeatocerus purpurata được Westwood miêu tả năm 1850. Loài này phân bố ở miền Ấn Độ - Mã Lai.